# كينت أوفه كلوسن
كينت أوفه كلوسن (بالنرويجية البوكمول: Kent Ove Clausen)‏ هو متزحلق نرويجي، ولد في 7 نوفمبر 1985 في النرويج.

## وصلات خارجية
- كينت أوفه كلوسن على موقع الاتحاد الدولي للتزلج (التزلج الريفي) (الإنجليزية)